# N459 (België)
De N459 is een gewestweg in België tussen Oudenaarde (N60) en Aarsele (N35).
De weg heeft een lengte van ongeveer 22 kilometer. De gehele weg bestaat uit twee rijstroken voor beide rijrichtingen samen.

## Plaatsen langs de N459
- Oudenaarde
- Ooike
- Kruishoutem
- Olsene
- Dentergem
- Aarsele